# Lorenzo Croce
Lorenzo Croce (Faido, 3 novembre 1983) è un ex hockeista su ghiaccio svizzero.

## Carriera
Lorenzo Croce ha trascorso la sua infanzia ad Ambrì, dove risiede la sua famiglia. Sotto la guida del padre (ex-giocatore dell'HCAP) e con le due sorelle intraprende giovanissimo la strada di giocatore di hockey su ghiaccio. Cresciuto hockeisticamente nel settore giovanile dell'HCAP, ha poi giocato un anno per lo SC Bern (Juniori) e un altro per i GDT Bellinzona (1a Lega).
Con l'inizio degli studi superiori alla scuola di fisioterapia di Berna, ha giocato per tre anni per l'EHC Zuchwil Regio (1a Lega), dove ha vinto per due anni consecutivi il campionato di 1a lega (2006-07 e 2007-08). Nell'ultimo anno di scuola gioca per la prima squadra dell'HCAP come secondo portiere.

### Stagione 2008-09
Nella stagione 2008-09 Lorenzo Croce ha giocato nella prima parte di stagione come riserva di Thomas Bäumle, il portiere titolare. Dopo l'infortunio che ha colpito Thomas Bäumle, Croce è stato chiamato a sostituirlo a durante la partita contro il Rapperswil-Jona Lakers (la 19a del campionato, dal 14') e poi nel Derby casalingo contro il Lugano il giorno seguente dal primo minuto. Come secondo portiere è stato chiamato Giacomo Beltrametti.
Lorenzo Croce gioca regolarmente come titolare fino a inizio dicembre, quando verrà sostituito da Jonas Müller, portiere di riserva del HC Berna. A partire da gennaio 2009 ritorna come secondo portiere alle spalle di Karol Križan fino a fine stagione.

### Dalla stagione 2009-10
Lorenzo Croce viene riconfermato per le stagioni 2009-2010 e 2010-2011 dall'HCAP. Benché sia ancora la riserva di Thomas Bäumle si ritrova più spesso a giocare e ad accumulare minuti preziosi di esperienza. In diverse partite parte come titolare. Dopo tre anni giocati per l'HCAP, Lorenzo Croce si trasferisce con un contratto di un anno a Basilea per l'EHC Basel. Richiamato dall'HCAP Lorenzo Croce rientra in Leventina nella stagione 2012-13 tornando a protegge la porta della squadra che lo ha cresciuto.
Nel 2013 si trasferì ai SCL Tigers in Lega Nazionale B con un contratto biennale. Nel novembre 2014 tornò per un solo incontro a vestire i colori dell'HCAP, a causa delle precarie condizioni del goalie Sandro Zurkirchen. Un mese più tardi rese nota la sua decisione di ritirarsi al termine della stagione per aprire uno studio di fisioterapista ad Airolo.

## Statistiche
Statistiche aggiornate ad agosto 2011.

### Club
| Stagione  | Squadra          | Stagione regolare | Stagione regolare | Stagione regolare | Stagione regolare | Playoff | Playoff | Playoff |
| Stagione  | Squadra          | Lega              | P                 | GAA               | SVS%              | P       | GAA     | SVS%    |
| --------- | ---------------- | ----------------- | ----------------- | ----------------- | ----------------- | ------- | ------- | ------- |
| 2000-2001 | Ambrì-Piotta U20 | Elite Jr. A       | 31                | -                 | -                 |         |         |         |
| 2001-2002 | Ambrì-Piotta U20 | Elite Jr. A       | 32                | -                 | -                 | 2       | -       | -       |
|           | Ambrì-Piotta     | NLA               | -                 | -                 | -                 |         |         |         |
| 2002-2003 | Bern U20         | Elite Jr. A       | 26                | -                 | -                 |         |         |         |
| 2003-2004 | Ambrì-Piotta U20 | Elite Jr. A       | 1                 | -                 | -                 |         |         |         |
| 2004-2005 | Zuchwil          | Switzerland3      | -                 | -                 | -                 |         |         |         |
| 2005-2006 | Zuchwil          | Switzerland3      | 27                | -                 | -                 | 11      | -       | -       |
| 2006-2007 | Zuchwil          | Switzerland3      | 27                | -                 | -                 | 15      | -       | -       |
| 2007-2008 | Zuchwil          | Switzerland3      | 25                | -                 | -                 | 14      | -       | -       |
| 2008-2009 | Ambrì-Piotta     | NLA               | 14                | 4.19              | -                 |         |         |         |
| 2009-2010 | Ambrì-Piotta     | NLA               | 9                 | 3.19              | -                 | -       | -       | -       |
|           |                  | Playout           | -                 | -                 | -                 | -       | -       | -       |
| 2010-2011 | Ambrì-Piotta     | NLA               | 12                | 3.95              | 0.876             | -       | -       | -       |
|           |                  | Playout           | -                 | -                 | -                 | -       | -       | -       |
|           | Basel            | NLB               | 4                 | 2.28              | -                 |         |         |         |
| 2011-2012 | Basel            | NLB               | 0                 | 0                 | 0                 |         |         |         |